# Benedict Hinckelmann
Benedict Hinckelmann (* 23. Februar 1588 in Geringswalde; † 17. April 1659 in Meißen) war ein deutscher Chemiker, Alchemist und Mediziner.

## Leben und Werdegang
Benedict Hinckelmann wurde in Geringswalde, etwa 30 km nördlich von Chemnitz, geboren. Seine Eltern waren Abraham Hinckelmann, ein Weißbäckermeister, und Veronica Mans, die Tochter eines Bürgers. Er besuchte Schulen in Chemnitz und Altenburg und später das Thomas-Gymnasium in Leipzig. Im Alter von 15 Jahren fand Hinckelmann Arbeit im „Laboratorium Chymicum“ von Kaiser Rudolf II. in Prag. Im Sommersemester 1604 schrieb er sich in Leipzig ein, wobei er sich hauptsächlich autodidaktisch fortbildete.
Nach dem Tod Rudolfs im Jahr 1612 trat er in die Dienste von Erzherzog Maximilian in Innsbruck, bevor er 1620 nach Verhandlungen mit Kurfürst Johann Georg I. seine Tätigkeit in Dresden aufnahm. Am 28. April 1620 wurde er als „geheimbte Chammer Destillateur“ bestallt und am 2. Mai vereidigt. Die Stellung als Kammer Destillateur brachte strenge Verpflichtungen mit sich. Seine Hauptaufgabe bestand in der Zubereitung von Arzneien. Hinckelmann war für die Geheimhaltung aller Informationen verantwortlich und durfte den Raum, in dem er arbeitete, nicht mit Dritten teilen. Für den Einkauf von Arzneimitteln musste er jede Ausgabe durch Georg Belzar genehmigen lassen und Rechnungen zur Erstattung vorlegen. Hinckelmann verbrachte jedoch auch beträchtliche Zeit außerhalb seines Labors in Dresden, während er im Auftrag des Kurfürsten oder bei anderen Patienten tätig war.
1624 wohnte der Mystiker Jacob Böhme bei Hinckelmann. Böhme  verfasste zu dieser Zeit ein Gebetbuch und wollte dem sächsischen Kurfürsten seine Reformvorschläge unterbreiten. Im Jahr 1632 war er am Einbalsamieren des schwedischen Königs Gustav II. Adolf in Wolgast beteiligt, wofür er eine Jahresbestallung erhielt. Im Jahr 1634 wurde Hinckelmann von Kaiser Ferdinand III. zum Bergrat ernannt.
Seine Fähigkeiten als Mediziner wurden auch von der braunschweigischen Herzogin Anna Sophia geschätzt, die er erfolgreich behandelte. Als Zeichen ihrer Anerkennung berief sie ihn zu ihrem Leibarzt, allerdings in einer eher nominellen Rolle "von Hause aus". Im Jahr 1657 wurde er nach Berlin gerufen, um im Dienst des Bruders der Herzogin als Chemiker zu arbeiten.
Hinckelmann verstarb am 17. April 1659 in Meißen.

## Familie
Benedict Hinckelmann heiratete 1609 seine erste Ehefrau Ursula Wildeck, die Tochter des verstorbenen Apothekers Rochus Wildeck aus Chemnitz und Schwester des kaiserlichen Chemikers Christian Wildeck. Es ist wahrscheinlich, dass Hinckelmann Ursula während seiner Zeit in Prag kennengelernt hatte. Im Jahr 1653 ging er eine zweite Ehe mit Anna Maria ein, die Tochter des kursächsischen Lehn- und Gerichtssekretärs Christian Hoen von Hoenegg. Aus dieser zweiten Ehe gingen acht Kinder hervor, von denen vier während seiner zahlreichen Dienstreisen verstarben; bei drei Geburten konnte er nicht anwesend sein.
Seine Tochter aus der ersten Ehe, Ursula Veronica Ganzland, heiratete den kursächsischen Leibarzt und Chemiker Andreas Ganzland. Ihr Sohn Benedict Ganzland, der 1694 starb, war als Stadtarzt in Dresden tätig.